# Ceremhiv, Jîdaciv
Ceremhiv (în ucraineană Черемхів) este un sat în comuna Molodînce din raionul Jîdaciv, regiunea Liov, Ucraina.

## Demografie
Componența lingvistică a localității Ceremhiv
     Ucraineană (100%)
Conform recensământului din 2001, toată populația localității Ceremhiv era vorbitoare de ucraineană (100%).